# Зарубино (Калининградская область)
Зарубино (до 1938 — Кляйн Гаудишкемен (нем. Klein Gaudischkehmen), до 1947 — Кляйнгауден (нем. Kleingauden)) — посёлок в Черняховском районе Калининградской области. Входил в состав Свободненского сельского поселения.

## История
Поселок назывался Кляйн Гаудишкемен до 1938. При Гитлере был переименован в Кляйн Гауден в рамках кампании по ликвидации (переиначиванию) в Третьем Рейхе топонимики древнепрусского («литовского») происхождения. В 1946 году получил название Зарубино.

## Население
| 1910 | 1933 | 1939 | 2002 | 2010 |
| ---- | ---- | ---- | ---- | ---- |
| 108  | ↘87  | ↘67  | ↘11  | ↘10  |